# Maria Toropova
Maria Sergejevna Toropova (Russisch: Мария Сергеевна Торопова; geboortenaam: Хрусталёва; Chroestaljova) (Vologda, 6 oktober 1987) is een Russisch professioneel basketbalspeelster. Ze is Meester in de sport van Rusland.

## Carrière
Toropova begon haar carrière bij Sjelen Krasnojarsk in 2004. In 2008 stapte ze over naar Tsjevakata Vologda. In 2010 verhuisde Toropova naar Dinamo-GUVD Novosibirsk. In 2013 stapte ze over naar Dinamo Koersk. Met Dinamo verloor Toropova de EuroCup Women in 2014. Ze verloren de finale van Dinamo Moskou uit Rusland met 150-158 over twee wedstrijden. Met Dinamo werd ze wel Bekerwinnaar van Rusland in 2015. Ook werd ze twee keer tweede om het Landskampioenschap van Rusland in 2014 en 2015. In 2015 ging ze spelen voor MBA Moskou. In 2019 stopte ze met basketbal.

## Privé
In 2015 trouwde ze met basketbalspeler Sergej Toropov.

## Erelijst
- Landskampioen Rusland:
  - Derde: 2014, 2015
- Bekerwinnaar Rusland: 1
  - Winnaar: 2015
- EuroCup Women:
  - Runner-up: 2014.